# Гвенон дриада
Гвенон дриада (Cercopithecus dryas) е вид бозайник от семейство Коткоподобни маймуни (Cercopithecidae). Видът е критично застрашен от изчезване.

## Разпространение
Разпространен е в Демократична република Конго.